# Mangonia
Mangonia Schott – rodzaj wieloletnich roślin zielnych, geofitów, należący do plemienia Spathicarpeae w rodzinie obrazkowatych, liczący 2 gatunki endemiczne: Mangonia tweedieana Schott, pochodzący z brazylijskiego stanu Rio Grande do Sul i Urugwaju, oraz Mangonia uruguaya (Hicken) Bogner, pochodzący z urugwajskiego departamentu Cerro Largo. Kwitną w grudniu. Nazwa naukowa pochodzi od łacińskiego słowa mango, mangonis, oznaczającego handlarza.

## Morfologia
ŁodygaPodziemna bulwa pędowa.
LiścieRośliny tworzą kilka liści o wąsko-eliptycznej lub podłużno-strzałkowatej blaszce, o wymiarach 15×7,5 cm, na ogonkach o długości 20 cm.
KwiatyRoślina jednopienna. Przed wypuszczeniem liści roślina tworzy pojedynczy kwiatostan, typu kolbiastego pseudancjum. Szypułka, o długości 15–17,5 cm, u nasady otoczona łuskowatymi liśćmi (cataphylle). Pochwa kwiatostanu, o wymiarach około 5×1,5 cm, w dolnej części zwinięta do niemal cylindrycznej tuby, w górnej części rozchylona, podłużno-lancetowata, wzniesiona, łódkokształtna. Kolba, o długości około 6 cm, w dolnej części pokryta na krótkim odcinku kwiatami żeńskimi. Położone wyżej kwiaty męskie leżą bezpośrednio po żeńskich lub oddzielone są od nich wąską, nagą szczeliną. Wyrostek kolby pokryty prątniczkami. Kwiaty męskie składają się z 3–5 pręcików zrośniętych w synandrium. Zalążnie 2-3-komorowe; w każdej komorze znajdują się dwa anatropowe zalążki.
OwoceOwocostan składa się z jagód. Nasiona z gładką łupiną.